# Yaxeni Oriquen
Yaxeni Oriquen (3 de setembro de 1966) é uma profissional de fisiculturismo feminino campeã da Venezuela.
Yaxeni Milagros Oriquen-Garcia Perez, mais conhecida como Yaxeni Oriquen, nasceu em 3 de setembro de 1966, na cidade de Cabimas, em Zulia, um dos 23 estados da Venezuela. Ela é a caçula de nove filhos, sendo quatro irmãos e quatro irmãs.
A carreira de Yaxeni teve início quando ela ainda era muito jovem e começou a estudar teatro, por cinco anos, na escola Tecnico Medio en Artes Escenicas, na Venezuela, foi nessa época que ela também entrou para o mundo da modelagem. No entanto, em 1989, a jovem de 1,73m de altura decidiu se dedicar ao fisiculturismo e o principal motivo para essa transição de área, segundo a própria Yaxeni, foi o fato de ela se considerar uma pessoa muito magra e por isso resolveu praticar um esporte que deixasse seu corpo mais definido.
No ano seguinte, 1990, nasceu seu primeiro e único filho, Luis Alcala, mas Yaxeni não deixou a maternidade interferir em sua carreira brilhante que estava apenas começando. Em 1993, Yaxeni venceu quatro concursos amadores e, nesse mesmo ano, conquistou o Pro-Card, em Porto Rico, depois de vencer o Campeonato Ibero-Americano que rege atletas de todas as regiões da Europa Central e América do Sul, tornando-se atleta profissional. Com isso, ela mudou-se para os Estados Unidos, mas revela que ainda representa a Venezuela, sua terra natal, em suas competições.